# 成瀬正壽

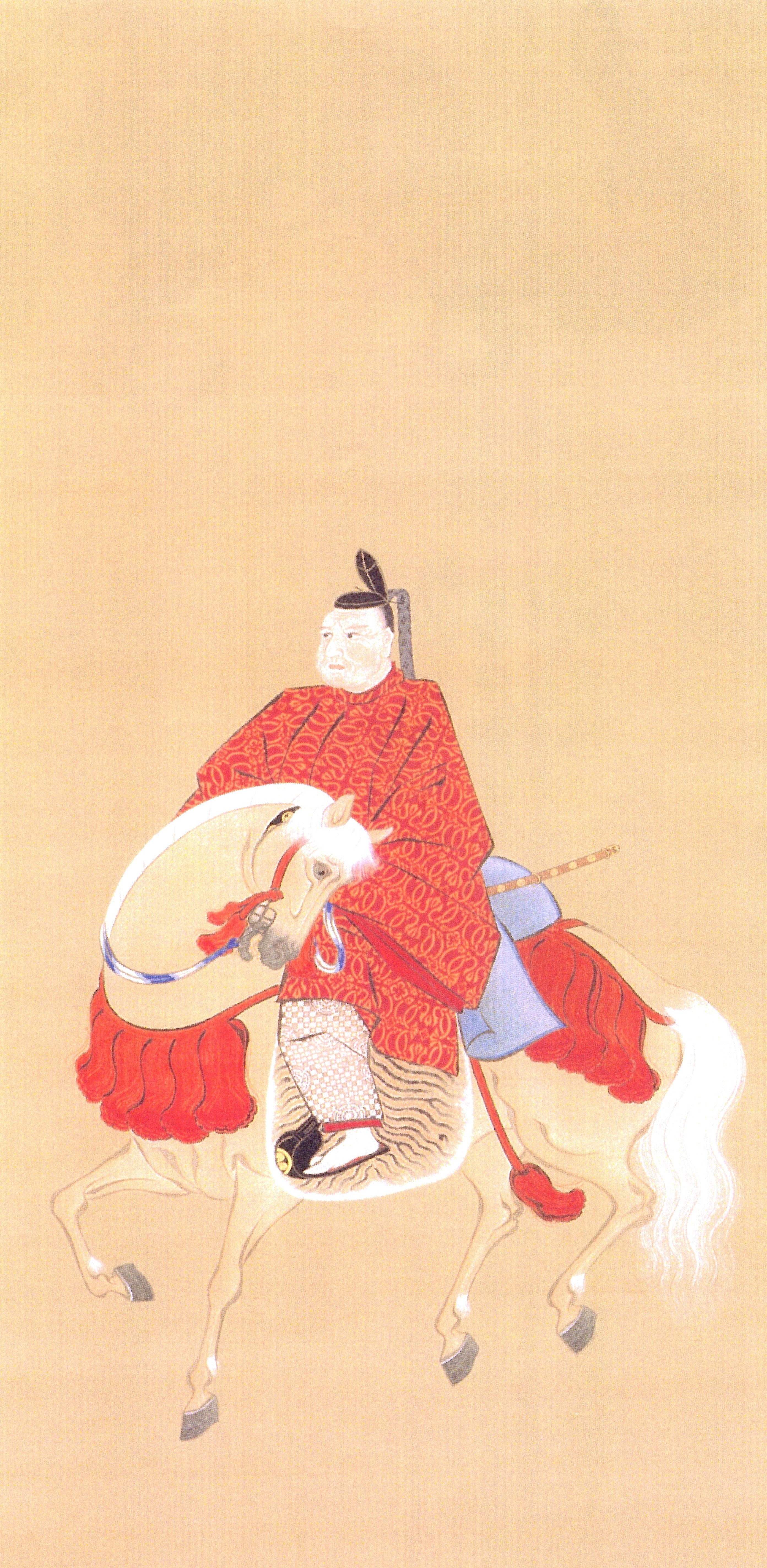
成瀬正壽像(白林寺蔵)

成瀬 正壽（なるせ まさなが、天明2年2月23日（1782年4月5日）- 天保9年10月27日（1838年12月13日））は、尾張藩の附家老、尾張犬山藩成瀬家の第7代当主。
第6代当主・成瀬正典の四男。正室は大久保忠喜の娘。子に成瀬正住（長男）、渋谷良徳（次男）。娘3人のうち、1人は田村邦行正室、一人は水野勝進婚約者。官位は従五位下、隼人正。
幼名は千之助。兄・正賢の早世で嫡子となり、寛政10年（1798年）12月に従五位下・主殿頭に叙任、文化6年（1809年）7月29日、父の隠居により跡を継ぐ。正壽には尾張藩から独立した大名になりたいという野望があったらしく、8月に隼人正に転任、尾張藩から離脱して幕臣に戻った上で、独立した藩主になろうと企てたが、成功しなかった。

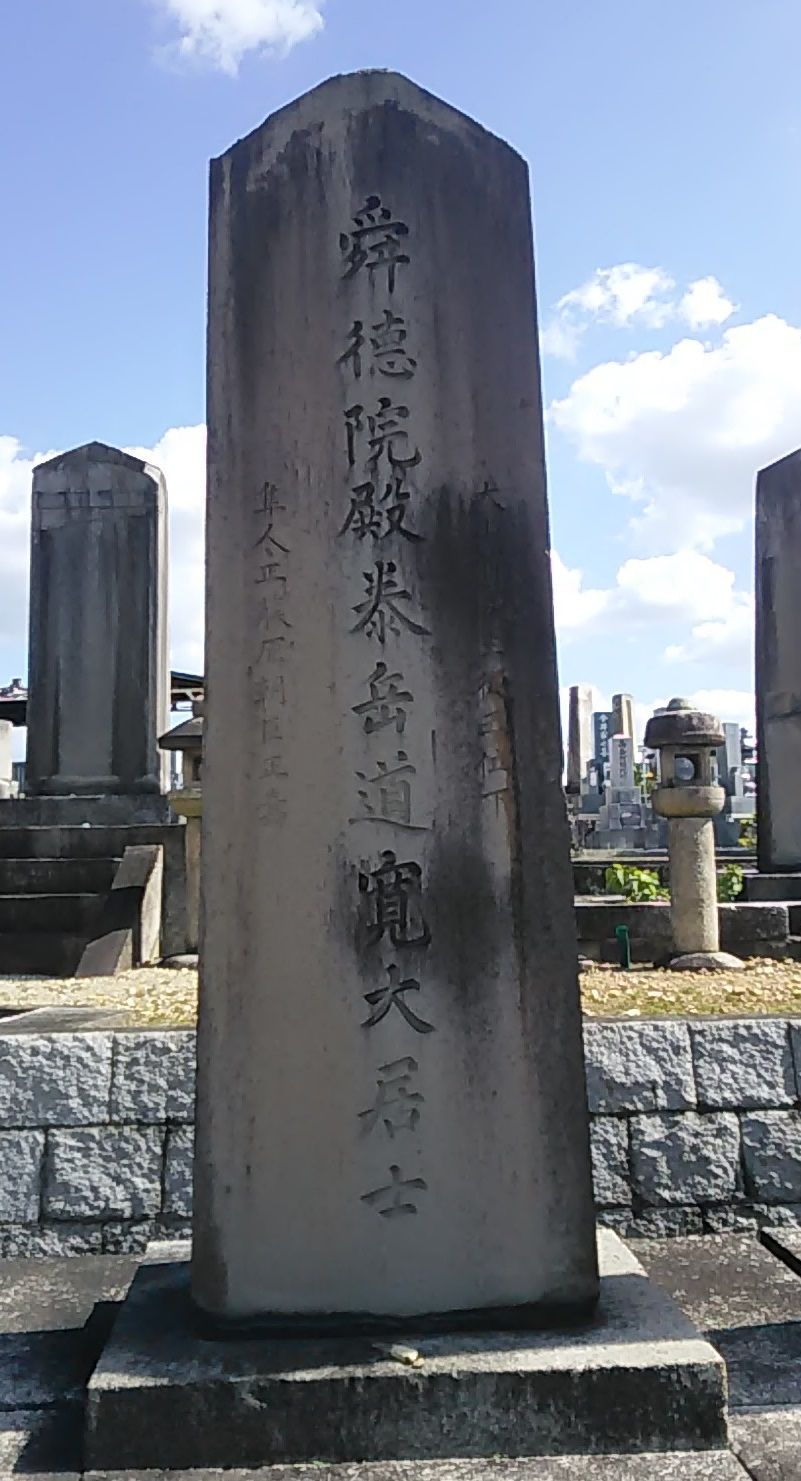
成瀬正壽の墓(名古屋市平和公園)

天保9年（1838年）10月27日、57歳で死去し、跡を長男の正住が継いだ。法号は舜徳院殿泰岳道寛大居士。墓所は愛知県名古屋市中区栄三丁目の白林寺(のち平和公園に改葬)（もしくは宝成寺）。

## 系譜
父母
- 成瀬正典（父）

正室
- 大久保忠喜の娘

子女
- 成瀬正住（長男）
- 渋谷良徳（次男）
- 田村邦行正室
- 水野勝進婚約者